# George Calnan
George Charles Calnan (18 de enero de 1900-4 de abril de 1933) fue un deportista estadounidense que compitió en esgrima, especialista en las modalidades de florete y espada. Participó en cuatro Juegos Olímpicos de Verano entre los años 1920 y 1932, obteniendo en total tres medallas de bronce, una en Ámsterdam 1928 y dos en Los Ángeles 1932.

## Palmarés internacional
| Juegos Olímpicos | Juegos Olímpicos             | Juegos Olímpicos  | Juegos Olímpicos    |
| Año              | Lugar                        | Medalla           | Prueba              |
| ---------------- | ---------------------------- | ----------------- | ------------------- |
| 1928             | Ámsterdam (Países Bajos)     | Medalla de bronce | Espada individual   |
| 1932             | Los Ángeles (Estados Unidos) | Medalla de bronce | Florete por equipos |
| 1932             | Los Ángeles (Estados Unidos) | Medalla de bronce | Espada por equipos  |